# Baherove
Baherove (en ukrainien : Багерове), Baguerovo (en russe : Багерово) ou Bagerovo (en tatar de Crimée) est une commune urbaine située dans la république autonome de Crimée, en Ukraine, occupée par la Russie depuis 2014. Sa population s'élevait à 3 894 habitants en 2013.

## Géographie
Baherove se trouve dans la partie orientale de la péninsule de Crimée, à 15 km à l'ouest de Kertch, à 41 km à l'est de Lenine, à 179 km au nord-est de Simferopol et à 708 km au sud-est de Kiev.

## Histoire
À la fin du XIXe siècle, un Allemand nommé Bauger fit l'acquisition d'une propriété dans le village de Kouroul, où l'on extrayait à l'époque des matériaux de construction. Par la suite, l'ancien nom de Bauger fut transformé en Baguerovo. En 1925, plusieurs petites exploitations agricoles furent établies dans le village. Pendant la Seconde Guerre mondiale, alors que la Crimée était occupée par l'Allemagne nazie, un aérodrome fut construit près du village. En 1947, une base militaire y fut établie qui servit de centre d'essai ; en 1973, une filiale de l'École supérieure d'aviation de Vorochilovgrad s'y installa. En 1996, l'école ferma ses portes. L'aérodrome et sa piste de 3 500 m sont abandonnés.

## Population
Recensements (*) ou estimations de la population :
| 1959* | 1970* | 1979* | 1989* | 2001* |
| ----- | ----- | ----- | ----- | ----- |
| 5 149 | 5 245 | 5 594 | 6 858 | 4 551 |

| 2008  | 2009  | 2011  | 2012  | 2013  |
| ----- | ----- | ----- | ----- | ----- |
| 3 937 | 3 956 | 3 962 | 3 919 | 3 894 |

## Transports
Beherove possède une une gare ferroviaire sur la ligne Kertch – Djankoï et jusqu'à la Gare du port pour desservir le port de Taman.